# 河合塾サポート学院
河合塾サポート学院（かわいじゅくサポートがくいん）は、河合塾グループが「自学自習でがんばる通信制高校生・高卒認定生の塾」として大阪府で運営していた学習塾である。現在は、「河合塾サポートコース梅田」の名称となっている。
なお、関西以外では東京と名古屋の河合塾校舎内に設置された「河合塾COSMO」コースで通信制高校生・定時制高校生・高卒認定受験生向けの教育が行われている。
解説講義と復習を中心とした授業スタイルによって、教科書レベルの基本事項の習得および、入試に対応できる実戦力の養成を目指し、通信制高校等の高校卒業資格や、高等学校卒業程度認定試験の合格、さらに大学（短期大学を含む）・専門学校への進学までを幅広くサポートすることを目的としている。
特に、様々な事情により全日制高校を中退・不登校となったり、高卒認定試験に合格して高校は卒業していないが大学進学は目指したいといった、これまでの予備校や学習塾で見過ごされがちだった生徒たちの受け皿となっているのが特徴である。

## 概要
入塾の際には、自分の学力に合う講座を選択するため、簡単な学力診断テストを実施し、担当スタッフとの面接・相談の上、受講講座を決定する。
講座には、「受験サポート講座」「高卒認定試験攻略ゼミ」「いつでもサテライト講座（ビデオ視聴）」「アシスト指導」がある。さらに「受験サポート講座」は、「ホップ入門」「ステップ基礎」「ジャンプ基礎力完成」「ジャンプ実戦」「ジャンプ実戦応用（スーパージャンプ）」と、各段階に分かれる。
一定の条件を満たせば、河合塾の高校グリーンコース（現役生対象）や大学受験科（浪人生対象）と並行して通学することも出来、より高いレベルの大学を目指す学生もいる。
一つの講座の受講人数としては、多いクラスで30人前後から、少ないクラスでは1人までと、かなり差がある。特に理系の講座は、文系の講座と比べ受講人数は少ない。また、AO入試・推薦入試等で最終講以前に合格が決定して講座を離れる学生もおり、講義が終盤に近づくにつれ、受講生は減少する傾向にある。
使用する教材は、主に河合塾の高校グリーンコースのテキストとテスト教材のほか、一般の教科書や、必要に応じて講師が用意するプリントが用いられ、また河合塾サポート学院が独自に作成したテキストもある。前記のテキスト及びテスト教材は、河合塾内において各レベルや特定大学対策用に分類されており、サポートコース梅田内では S =スタンダード（理科については HS =ハイレベル・スタンダード）及び N =中堅私立大学向け、並びに関関同立大対策用のものを主に使用している。
講義を担当する講師は、実際に河合塾グループで指導する現役の講師である。また、専用自習室や授業で使用されていない教室がフリールームとしてほぼ毎日開放されているほか、参考書や問題集の貸し出しなども行われている。
なお、一部のサポート校に見られる特定の通信制高校との紐付けはない。

## 所在地
河合塾サポートコース梅田
- 大阪市北区豊崎3-14-4（2008年4月より）

※校舎は2005年度まで、梅田校、茨木校の二つがあったが、翌年度より梅田校に統合された。